# Estimata dailingensis
Estimata dailingensis là một loài bướm đêm trong họ Noctuidae.